# Меляховичский сельсовет
Меляховичский сельсовет — упразднённая административная единица на территории Дятловского района Гродненской области Белоруссии.

## История
Решением Гродненского областного Совета депутатов от 30.03.2021 № 309 «Об административно-территориальном устройстве Дятловского района Гродненской области» Меляховичский сельсовет упразднён.
Земли упразднённого Меляховичского сельсовета Дятловского района Гродненской области с расположенными на них агрогородком Белогурно, деревнями Белолозы, Дукрово, Жихи, Ивезянка, Каменка, Меляховичи, Огородники, Тетеревец, Хорошки, Чураи, Ягодная, хутором Выгода включены в состав Дворецкого сельсовета.

## Состав
Меляховичский сельсовет включал 13 населённых пунктов:
- Белогурно — агрогородок
- Белолозы — деревня
- Выгода — хутор
- Дукрово — деревня
- Жихи — деревня
- Ивезянка — деревня
- Каменка — деревня
- Меляховичи — деревня
- Огородники — деревня
- Тетеревец — деревня
- Хорошки — деревня
- Чураи — деревня
- Ягодная — деревня